# Piandimeleto
Piandimeleto é uma comuna italiana da região dos Marche, Província de Pesaro e Urbino, com cerca de 1.964 habitantes. Estende-se por uma área de 39 km², tendo uma densidade populacional de 50 hab/km². Faz fronteira com Belforte all'Isauro, Carpegna, Frontino, Lunano, Macerata Feltria, Pietrarubbia, Sant'Angelo in Vado, Sassocorvaro, Sestino (AR), Urbino.